# 克萊因海斯勒·拉斯洛
克萊因海斯勒·拉斯洛（匈牙利語：Kleinheisler László，1994年4月8日—）是一位匈牙利足球運動員，在球場上司職中場。匈牙利國家足球隊成員。

## 職業生涯
2013年，克萊因海斯勒轉會至匈牙利足球甲級聯賽球隊維迪奧頓，2013年7月28日，他在對陣夏拿達斯的比賽中，首次代表維迪奧頓上陣，並且在比賽中取得個人首個匈甲聯賽進球。
2016年1月，他與德甲球隊文達不來梅簽下為期三年半的合約。同年1月30日，他在主場對陣柏林赫塔的比賽中，首次代表文達不來梅出戰德甲聯賽。
2016年8月13日，文達不來梅宣布將他租借至達斯泰特鍛鍊，為期一年。同年10月22日，他打進了職業生涯的第一顆德甲進球，對手是沃爾夫斯堡。
2017年1月20日，他租借至達斯泰特的合約被提前終止，並隨即被租借至匈牙利球隊費倫茨瓦羅斯效力，直至賽季結束。

## 國家隊生涯
2015年11月12日，克萊因海斯勒在匈牙利對陣挪威的2016年歐洲國家盃外圍賽附加賽第一回合中，首次代表匈牙利隊出戰。他在這場比賽中即打進致勝進球。最終匈牙利隊以3–1的總比分淘汰挪威隊，成功晉級會內賽。
隨後，他也順利入選了匈牙利參加2016年歐洲國家盃的23人大名單。他在匈牙利的頭兩場小組賽中，皆打滿90分鐘。其中他在第一場對陣奧地利的比賽中，助攻亞當·扎萊進球。他在賽後也獲選為全場最佳球員。

### 國家隊進球
匈牙利队的比分及结果列前。
| 入球 | 日期           | 场地                       | 对手 | 比分 | 结果 | 赛事                         |
| ---- | -------------- | -------------------------- | ---- | ---- | ---- | ---------------------------- |
| 1.   | 2015年11月12日 | 挪威奥斯陆，烏萊瓦爾體育場 | 挪威 | 1–0  | 1–0  | 2016年歐洲國家盃外圍賽附加賽 |

## 外部連結
- transfermarkt.de：拉斯洛·克萊因海斯勒 （页面存档备份，存于）之統計數據 （德文）
- fussballdaten.de：克萊因海斯勒·拉斯洛之統計數據 （德文）
- worldfootball.net：克萊因海斯勒·拉斯洛之統計數據 （英文）